# Religió tradicional coreana
El sindo o sinisme és la religió tradicionalment autòctona coreana. Coneguda com la "religió sense nom", no té una doctrina estructurada de creences i es podria considerar animista i xamanista.
Considera que l'èsser humà viu a un ritme amb el Cosmos, que és considerat com una camp de batalla còsmic entre els esperits del Cel i la Terra, de l'aigua i dels arbres que controlen la vida i la mort i són divinitzats. Consideren que la destinació dels éssers humans i el món ve regit per un model còsmic format per la humanitat, el cel i la natura que són oposats i estan en harmonia. També creuen en el ying i el yang com a directors de tota existència. Quan aquesta harmonia es trenca realitzen sacrificis i la mudang és principalment qui els realitza curant malalties tant mentals com no. Creuen en un esperit celestial anomenat Hananim que els permet fer endevinacions, porta el Sol i la pluja, castiga amb rajos als qui considera malvats. A més, tenen un culte als esperits de la naturalesa que es realitza venerant muntanyes, rius i mars. També compten amb la figura del practicant de geomància.
Destaca el mite de la fundació del primer regne de Corea, anomenat Choson: el fundador llegendari era Tangun que era semi-diví, fill del Cel i la Terra, i va civilitzar als coreans cap a l'any 4000 o 2333 abans de Crist. La conducta d'aquest fundador és el codi ètic.
Es realitza un culte als dimonis que tracta de fer que aquests no els facin cap cosa que troben desagradable. Aquest culte es considera una de les creences més antigues dels coreans. Hi ha dos tipus de dimonis.